# Pedro Marques
Pedro Manuel Dias de Jesus Marques (ur. 1 sierpnia 1976 w Lizbonie) – portugalski polityk i ekonomista, poseł do Zgromadzenia Republiki, od 2015 do 2019 minister planowania i infrastruktury, deputowany do Parlamentu Europejskiego IX kadencji.

## Życiorys
Ukończył w 1997 studia ekonomiczne, w 2001 uzyskał magisterium, pracował początkowo w branży doradczej. Zaangażował się w działalność polityczną w ramach Partii Socjalistycznej. W latach 2001–2002 był doradcą ministra pracy i zabezpieczenia społecznego, a także sekretarza stanu w tym resorcie. Następnie do 2005 wchodził w skład zarządu miasta w Montijo, odpowiadając za sprawy zdrowia, mieszkalnictwa socjalnego, młodzieży i rozwoju gospodarczego. W latach 2005–2011 w rządach José Sócratesa zajmował stanowisko sekretarza stanu do spraw zabezpieczenia społecznego. W 2009 i 2011 wybierany na posła do Zgromadzenia Republiki XI i XII kadencji, był wiceprzewodniczącym frakcji socjalistycznej (2011–2014). Od 2014 wchodził w skład zarządu przedsiębiorstwa konsultingowego Capgemini Portugal.
W listopadzie 2015 objął urząd ministra ds. planowania i infrastruktury w rządzie Antónia Costy. W lutym 2019 został ogłoszony liderem listy wyborczej socjalistów w zaplanowanych na maj wyborach europejskich; w tym samym miesiącu zakończył pełnienie funkcji rządowej. W maju 2019 uzyskał mandat eurodeputowanego IX kadencji.